# پیش از اینکه تا ۱۰ بشمارم
پیش از اینکه تا ۱۰ بشمارم (به تامیلی: 10 Endrathukulla) فیلمی محصول سال ۲۰۱۵ و به کارگردانی ویجی میلتون است. در این فیلم بازیگرانی همچون ویکرام، سامانتا روت پرابو، پاسوپاتی، راهول دو، آبیمانیو سینگ، سونیل تاپا، چارمی کائور ایفای نقش کرده‌اند.